# Faisi
Faisi è un'isola nella Provincia Occidentale delle Isole Salomone. Durante la seconda guerra mondiale è stata la prima isola delle Salomone ad essere occupata dal Giappone.